# Piccadilly line
A londoni Piccadilly a harmadik legforgalmasabb vonal az utasok éves számát alapul véve. A 71 km hosszú, sötétkék színnel jelölt vonal egy fő- és egy mellékszakaszra osztható; a főszakasz érinti London és egyben Európa legforgalmasabb repülőterét, a Heathrow-t. 53 állomása van, amelyből 25 a föld alatt található. A belvárosban (1-es zónában) ún. mélyvasútként halad, ezt a mélyvasutat leginkább a budapesti kisföldalattihoz lehetne hasonlítani.

## Általános információk, érdekességek
A vonalon 1973 Stock nevű szerelvények közlekednek.
Ez a londoni metró egyetlen vonala amely érint nemzetközi repülőteret, mégpedig Heathrowt. (A DLR érinti a London City Airportot, ám a DLR nem  metró, hanem gyorsvasút, ennek ellenére általában szerepel a metró térképén.)
Hammersmith és Acton Town között a Piccadilly párhuzamosan halad a District vonallal. A Piccadilly az előbb említett két állomás között nem áll meg (kivéve kora hajnalban és késő este Turnham Green állomáson).
Rayners Lane és Uxbridge között közös vágányon halad a Metropolitan vonallal, amely azért érdekes mivel a Metropolitan egy kéregvasút, a Piccadilly pedig, egy ún. mélyvasút.

## Történelem
A vonal építése 1902-ben vette kezdetét és 1906. december 16-ára el is készült. 1933. október 23-ára a vonal nyugati végállomása Uxbridge lett, míg a keleti Hounslow. A Heathrow repülőteret csak 1984-ben érte el és érintette az 1-es, 2-es, 3-as és 4-es terminált. 2008. március 25-e óta már az új, 5-ös terminált is érinti.

### Terrortámadás
2005. július 7-én egy nagy erejű bomba robbant egy, a Kings Cross és a Russell Square között haladó vonaton, amelynek következményeként 26 ember halt meg. A robbanás helyi idő szerint reggel 8:50 órakor történt. Erre a napra a teljes vonalat lezárták. Korlátozott közlekedés augusztus 4-ig volt a Hyde Park és az Arnos Grove állomás között, majd augusztus 4-től ismét a teljes vonalon jártak a szerelvények.
Ezen a napon egyébként a Circle két szerelvényén és egy emeletes buszon is robbant bomba.

## Infrastruktúra
A vonatok átlagos sűrűsége viszonylatonként lebontva:
- Cockfosters – Heathrow 5 (érintve a 2-es és 3-as terminálokat) útvonalon 6 vonat óránként (átlagos követési idő 10 perc)
- Cockfosters – Heathrow 4 (hurokban érintve a 2-es és 3-as terminálokat) útvonalon 6 vonat óránként (átlagos követési idő 10 perc)
- Cockfosters – Uxbridge útvonalon 3 vonat óránként (átlagos követési idő 20 perc)
- Cockfosters – Rayners Lane útvonalon 3 vonat óránként (átlagos követési idő 20 perc)
- Arnos Grove – Northfields útvonalon 6 vonat óránként (átlagos követési idő 10 perc)

A vonatok mindegyikét jelenleg metróvezető vezeti. A tervek szerint 2014-től valamennyi szerelvényt számítógép fogja vezérelni, a DLR-vonalhoz hasonlóan, ahol már most automata irányítja a vonatok nagy részét.

## Állomáslista
Megjegyzés: A ma is ismert vonalon, ÉK-DNy irányban! Zárójelben az átszállási lehetőségek vannak megjelölve, míg vastagon vannak szedve a nagyobb állomások.
- Cockfosters (végállomás)
- Oakwood
- Southgate
- Arnos Grove
- Bounds Green
- Wood Green
- Turnpike Lane
- Manor House
- Finsbury Park (Victoria)
- Arsenal
- Holloway Road
- Caledonian Road
- King’s Cross St. Pancras (Metropolitan, Circle, Hammersmith & City, Northern, Victoria)
- Russell Square
- Holborn (Central)
- Covent Garden
- Leicester Square (Northern)
- Piccadilly Circus (Bakerloo)
- Green Park (Jubilee, Victoria)
- Hyde Park Corner
- Knightsbridge
- South Kensington (Circle, District)
- Gloucester Road (Circle, District)
- Earl’s Court (District)
- Barons Court (District)
- Hammersmith (Circle, District, Hammersmith & City)
- Turnham Green (District) (csak a reggeli és az esti vonatok állnak meg)
- Acton Town (District)

### Uxbridge ág
- Ealing Common (District)
- North Ealing
- Park Royal
- Alperton
- Sudbury Town
- Sudbury Hill
- South Harrow
- Rayners Lane (Metropolitan)
- Eastcote (Metropolitan)
- Ruislip Manor (Metropolitan)
- Ruislip (Metropolitan)
- Ickenham (Metropolitan)
- Hillingdon (Metropolitan)
- Uxbridge (Metropolitan) (végállomás)

### Heathrow ág
- South Ealing
- Northfields
- Boston Manor
- Osterley
- Hounslow East
- Hounslow Central
- Hounslow West
- Hatton Cross
- Heathrow Terminals 2 & 3

* Heathrow Terminal 4 (végállomás)
- Heathrow Terminal 5 (végállomás)

## Night Tube
A NightTube szolgáltatás keretein belül a Piccadilly a Cockfosters-Heathrow Terminal 5 viszonylaton közlekedik. A Heathrow Terminal 4 megállót éjszaka nem érintik a metrók, illetve az Uxbridge ágon sem közlekednek a péntekről szombatra, és a szombatról vasárnapra virradó éjszakákon.

## Fordítás
- Ez a szócikk részben vagy egészben  a   Piccadilly_line című angol Wikipédia-szócikk fordításán alapul.  Az eredeti cikk szerkesztőit annak laptörténete sorolja fel. Ez a jelzés csupán a megfogalmazás eredetét és a szerzői jogokat jelzi, nem szolgál a cikkben szereplő információk forrásmegjelöléseként.